# Birmingham Classic 2018
Birmingham Classic 2018 (також відомий під назвою Nature Valley Classic за назвою спонсора) — жіночий тенісний турнір, що проходив на відкритих кортах з трав'яним покриттям Edgbaston Priory Club у Бірмінгемі (Англія). Належав до серії Premier у рамках Туру WTA 2018. Відбувсь утридцятьсьоме і тривав з 18 до 24 червня 2018 року.

## Призові очки і гроші

### Розподіл очок
| Дисципліна      | П   | Ф   | ПФ  | ЧФ  | 1/8 | 1/161 | Q   | Q3  | Q2  | Q1  |
| Women's singles | 470 | 305 | 185 | 100 | 55  | 1     | 25  | 18  | 13  | 1   |
| Women's doubles | 470 | 305 | 185 | 100 | 1   | Н/Д   | Н/Д | Н/Д | Н/Д | Н/Д |

### Розподіл призових грошей
| Дисципліна       | П        | Ф       | ПФ      | ЧФ      | 1/8     | 1/16   | Q3     | Q2     | Q1     |
| Одиночний розряд | $163,085 | $86,840 | $46,345 | $24,880 | $13,311 | $6,398 | $3,791 | $2,021 | $1,122 |
| Парний розряд *  | $50,876  | $27,155 | $14,845 | $7,562  | $4,098  | Н/Д    | Н/Д    | Н/Д    | Н/Д    |

1Кваліфаєри отримують і призові гроші 1/16 фіналу.

*на пару

## Учасниці основної сітки в одиночному розряді

### Сіяні
| Країна    | Гравчиня          | Рейтинг1 | Сіяна |
| --------- | ----------------- | -------- | ----- |
| Іспанія   | Гарбінє Мугуруса  | 3        | 1     |
| Україна   | Еліна Світоліна   | 5        | 2     |
| Чехія     | Кароліна Плішкова | 7        | 3     |
| Чехія     | Петра Квітова     | 8        | 4     |
| Німеччина | Юлія Гергес       | 13       | 5     |
| Росія     | Дарія Касаткіна   | 14       | 6     |
| Бельгія   | Елісе Мертенс     | 15       | 7     |
| США       | Коко Вандевей     | 16       | 8     |

- 1 Рейтинг подано станом на 11 червня 2018.

### Інші учасниці
Нижче наведено учасниць, які отримали вайлд-кард на участь в основній сітці:
- Кейті Баултер
- Еліна Світоліна
- Гезер Вотсон

Нижче наведено гравчинь, які пробились в основну сітку через стадію кваліфікації:
- Осеан Доден
- Дженніфер Брейді
- Даліла Якупович
- Крістина Плішкова

### Знялись з турніру
До початку турніру
- Медісон Кіз → її замінила  Донна Векич

## Учасниці основної сітки в парному розряді

### Сіяні
| Країна            | Гравчиня                  | Країна  | Гравчиня            | Рейтинг1 | Сіяна |
| ----------------- | ------------------------- | ------- | ------------------- | -------- | ----- |
| Угорщина          | Тімеа Бабош               | Франція | Крістіна Младенович | 12       | 1     |
| Чехія             | Андреа Сестіні-Главачкова | Чехія   | Барбора Стрицова    | 12       | 2     |
| Китайський Тайбей | Латіша Чжань              | Канада  | Габріела Дабровскі  | 15       | 3     |
| Чехія             | Барбора Крейчикова        | Чехія   | Катерина Сінякова   | 17       | 4     |

- 1 Рейтинг подано станом на 11 червня 2018.

### Інші учасниці
Нижче наведено пари, які отримали вайлдкард на участь в основній сітці:
- Ежені Бушар /  Домініка Цібулкова
- Кейті Баултер /  Гезер Вотсон

## Переможниці

### Одиночний розряд
- Петра Квітова —  Магдалена Рибарикова, 4–6, 6–1, 6–2

### Парний розряд
- Тімеа Бабош /  Крістіна Младенович —  Елісе Мертенс /  Демі Схюрс, 4–6, 6–3, [10–8]